# Jessica Hobbs
Jessica Hobbs, nacida en 1967, es una directora de televisión de Nueva Zelanda. Ganó el premio Emmy en 2021 a la mejor dirección de serie dramática por el episodio "War" de The Crown.

## Biografía
Hobbs creció en Christchurch, Nueva Zelanda. Su madre es la directora Aileen O'Sullivan.

## Carrera profesional
Después de estudiar arte dramático, decidió cambiar su carrera profesional y comenzó a trabajar en producciones radiofónicas. Más tarde, dio el salto a la industria cinematográfica, donde trabajó durante ocho años como asistente de dirección en el largometraje An Angel at My Table de Jane Campion. Durante esta etapa, también dirigió varios cortometrajes.
En la década de los noventa, se mudó a Australia y participó en distintas producciones, entre ellas las series de televisión, ambas premiadas en distintas ceremonias, Heartbreak High o The Slap.
En el Reino Unido, dirigió la miniserie Apple Tree Yard, trabajó en la serie Broadchurch, RIver, The Split y acabó dirigiendo episodios de otra serie de éxito,The Crown, a partir de la tercera temporada. Fue nominada a un premio Emmy en 2020 por su dirección en el episodio final de esa misma temporada. Un año después, ganó un premio Emmy por dirigir el episodio de la cuarta temporada "War". 

## Vida personal
Tiene una hija y un hijo. Su marido es el director Jonathan Teplitzky.